# Christine Daaé
Christine Daaé jest główną postacią kobiecą powieści Gastona Leroux Upiór w operze, jak również w adaptacjach filmowych, musicalowych oraz kontynuacjach tego dzieła. Jest młodą śpiewaczką operową (dramatyczny sopran koloraturowy), w której kochają się jednocześnie dwaj mężczyźni – Erik, Upiór Opery i Raoul, dawny przyjaciel z dzieciństwa.

## Powieść
Christine Daaé urodziła się małej wiosce niedaleko Uppsali. Jest sierotą – jej matka zmarła gdy Christine miała 6 lat, jest wychowywana przez ojca, skrzypka. Poprzez Göteborg docierają do Paryża, co zapewnia edukację Christine.
Christine jest bardzo przywiązana do ojca, który wkrótce umiera. Christine dostaje się do Konserwatorium Paryskiego. Kiedy Christine przybywa do Opery Garnier, gdzie zostaje chórzystką, dostaje się pod opiekę tajemniczego zamaskowanego opiekuna (ze zdeformowaną twarzą) Erika mieszkającego w podziemiach opery (Christine określa go jako Anioł Muzyki), który kształci jej głos (uczy prawidłowej techniki bel canto). Christine nagle zastępuje dotychczasową primadonnę La Carlottę. Na przedstawieniu rozpoznaje ją i zakochuje się w niej dawny przyjaciel z dzieciństwa Raoul, wicehrabia de Chagny.
Christine jest rozdarta pomiędzy lojalnością dla jej mentora Erika a młodzieńczą miłością do przyjaciela z dzieciństwa Raoula. Upiór z miłości do niej morduje kilka osób, więzi i usiłuje zabić Raoula. Christine okazuje okaleczonemu geniuszowi uczucie, ten uwalnia wszystkich, pozwala kochankom odejść, a sam znika. W powieści, której akcja dzieje się około roku 1881, Christine ma około 21 lat.

## Pierwowzór postaci
Niektórzy badacze twierdzą, że postać Christine Daaé jest oparta na biografii prawdziwej szwedzkiej śpiewaczki operowej Christiny Nilsson, żyjącej w latach 1843–1921. Nilsson podobnie jak Daaé była sopranem urodzonym w Szwecji, wyszkolonym w Paryżu oraz wyszła za mąż za hrabiego.

## Adaptacje

### Filmy
W sumie powstało ponad 20 adaptacji:
- filmowych (w tym animowane)
- telewizyjnych.

Pierwsza, niema pochodzi z roku 1915 (zaginęła), ostatnią jak do tej pory jest adaptacją filmową musicalu A.L. Webbera i została nakręcona w 2004 roku. Wiele adaptacji odchodzi daleko od oryginału i główna bohaterka często nosi inne nazwisko, czasem nawet imię.

### Musicale

#### Wersja Hilla
W 1976 roku powstał pierwszy musical w oparciu o książkę Leroux. Autorem libretta był Ken Hill wykorzystując muzykę Verdiego, Gounoda, Offenbacha, Mozarta, Webera i Donizettiego. Losy Christine są zbliżone do opisanych w powieści. Spektakl odniósł pewien sukces, był wystawiany również na West Endzie, lecz został później przyćmiony przez wersję Webbera.

#### Wersja A. L. Webbera
W 1986 roku Andrew Lloyd Webber stworzył musical oparty luźno na głównym wątku powieści, Upiora w operze. Relacja emocjonalna Christine Daaé – Upiór – Raoul jest głównym wątkiem fabuły. Christine musi wybierać pomiędzy miłością duchową pełną namiętności – do swego nauczyciela Upiora oraz przywiązaniem – do Raoula. W finałowej scenie Christine opuszcza Upiora odchodząc z Raoulem a Upiór znika. Teatr niszczy pożar. Czas akcji nie jest określony, prawdopodobnie dzieje się pod koniec XIX wieku a Christine ma około 16 lat.
Musical odniósł olbrzymi sukces komercyjny, jest grany nieprzerwanie w Londynie od ponad trzydziestu lat, został adaptowany w kilkudziesięciu językach. Jest głównym powodem rozpoznawalności i popularności postaci Christine Daaé.

##### Adaptacja filmowa
W roku 2004 Webber został producentem ekranizacji własnego musicalu, reżyserem został Joel Schumacher. Historia Christine różni się niewielkimi szczegółami od musicalu. Film w epilogu ujawnia rok urodzin Christine (1854) i jej datę śmierci (1917). Akcja ekranizacji ma więc miejsce około roku 1870.

##### Kontynuacja
W 2010 roku Webber stworzył kontynuację musicalu Upiór w operze zatytułowaną Love Never Dies (pol. Miłość nigdy nie umiera) z librettem luźno opartym na powieści Fredericka Forsytha Upiór Manhattanu.
Dziesięć lat po zakończeniu akcji „Upiora” (ca. 1910) dobiegająca trzydziestki Christine, jej mąż Raoul i dziesięcioletni syn Gustaw przybywają do Nowego Jorku na Coney Island. Christine jest zaproszona przez tajemniczego impresaria by dać recital za ogromne honorarium. Jej małżeństwo się źle układa, Raoul stał się utracjuszem trwoniącym majątek na hazard i alkohol. Tajemniczym impresariem okazuje się Upiór, który po pożarze Opery Populaire uciekł (przy pomocy swojej wieloletniej powiernicy madame Giry i jej córki Meg) do Nowego Jorku. Christine i Erik odkrywają, że nadal łączy ich miłość. Syn Christine objawia przed Upiorem swoje talenty muzyczne co uświadamia Erikowi, że Gustaw jest w rzeczywistości jego synem – owocem namiętnej nocy sprzed dziesięciu lat.
Christine ponownie jest postawiona w sytuacji wyboru pomiędzy Raoulem a Erikiem, obaj szantażują ją emocjonalnie. Christine daje pożegnalny występ, jednak po triumfie zostaje postrzelona przez oszalałą z rozpaczy Meg Giry, zazdrosną o miłość Erika i talent Christine. Christine umiera, Gustaw zostaje ze swym prawdziwym ojcem Erikiem.
Epilog tego musicalu jest w sposób zasadniczy niespójny z zakończeniem powstałej 6 lat wcześniej adaptacji filmowej Upiór w operze, w której Christine umiera w roku 1917 jako żona Raoula w wieku 53 lat.

#### Wersja Yestona
W 1991 roku powstała kolejna adaptacja musicalowa pt. Phantom autorstwa Maury Yestona. Spektakl zdobył pewną popularność, doczekał się około 1000 wystawień, również w Polsce. Historia Christine nie odbiega od pierwowzoru książkowego.

## Odtwórczynie roli

### Film
- Aud Egede-Nissen, Das Gespenst im Opernhaus (1916), Niemcy – film zaginiony,
- Mary Philbin, Upiór w operze (1926), USA
- Susanna Foster (jako Christine Dubois), Upiór w operze (1943), USA
- Heather Sears (jako Christine Charles), Upiór w operze (1962), USA
- Jessica Harper (jako Phoenix), Phantom of the Paradise (1974), USA – rock opera Briana De Palmy będąca w znacznej części adaptacją powieści Leroux.
- Jane Seymour (jako Maria Gianelli), Upiór w operze (1983), USA – film telewizyjny
- Jill Schoelen, Upiór w operze (1989), USA
- Teri Polo, Upiór w operze (1990), Wielka Brytania / Francja – miniserial TV
- Asia Argento, Upiór w operze (1998), Włochy
- Emmy Rossum[5], Upiór w operze (2004), Wielka Brytania – filmowa wersja musicalu Andrew Lloyda Webbera.

### Musical
- Christina Collier zagrała Christinę w 1984 roku w wersji musicalu autorstwa Kena Hilla.
- Sarah Brightman[6] była premierową odtwórczynią roli w wersji z 1986 roku autorstwa Andrew Lloyd Webbera w roku 1986 – zarówno na West Endzie, jak i na Broadwayu
- Glory Crampton była pierwszą odtwórczynią w musicalu Phantom z 1991 roku
- Paulina Janczak, Edyta Krzemień oraz Kaja Mianowana były odtwórczyniami roli w polskiej adaptacji musicalu Webbera z 2008 roku[7] w Teatrze Muzycznym Roma
- Sierra Boggess była pierwszą odtwórczynią roli Christine w Love Never Dies z 2010 roku[8]